# ᶒ
ᶒ, appelé E crochet rétroflexe souscrit ou E hameçon rétroflexe souscrit, est une lettre latine utilisée auparavant dans l'alphabet phonétique international, rendu obsolète en 1976. En 1989, le symbole est changé par e˞, tout comme les autres voyelles avec crochet rétroflexe.

## Représentations informatiques
Le E crochet rétroflexe souscrit peut être représenté avec les caractères Unicode suivants : 
- composé (Supplément phonétique étendu) :

| formes    | représentations | chaînes de caractères | points de code | descriptions                                          |
| --------- | --------------- | --------------------- | -------------- | ----------------------------------------------------- |
| minuscule | ᶒ               | ᶒ                     | U+1D92         | lettre minuscule latine e hameçon rétroflexe souscrit |

- avant l’ajout de U+1D92 à Unicode 4.1 en 2005, décomposé (latin de base, diacritiques) :

| formes    | représentations | chaînes de caractères | points de code | descriptions                                                      |
| --------- | --------------- | --------------------- | -------------- | ----------------------------------------------------------------- |
| minuscule | e̢               | e◌̢                    | U+0065 U+0322  | lettre minuscule latine e diacritique hameçon rétroflexe souscrit |